# Gerhard Bersu
Gerhard Bersu, né le 26 septembre 1889 et mort le 19 novembre 1964, est un archéologue allemand qui a procédé à des fouilles dans toute l'Europe.

## Biographie
Gerhard Bersu est né à Jauer en province de Silésie. Adolescent, il rejoint les fouilles près de Potsdam. Au cours des années successives Bersu a creusé dans plusieurs pays européens et au cours de la Première Guerre mondiale , il a travaillé pour l'Office pour la protection des monuments et des collections sur le Front de l'Ouest. Après la guerre, il était attaché aux délégations d'armistice et de paix allemandes.
En 1924, il commença à travailler avec l'Institut archéologique allemand de Francfort-sur-le-Main, dont il devint le directeur en 1931 et contribua à en faire l'une des principales organisations archéologiques mondiales. En 1935, cependant, il a été forcé de quitter son poste de directeur par les nazis et a été chargé d'un poste inférieur à l'Institut Archéologique allemand (DAI). Après avoir dû prendre sa retraite contre son gré en 1937, il émigra en Grande-Bretagne avec sa femme, Maria.
À l'invitation de la Prehistoric Society, il a mené des fouilles à Little Woodbury dans le Wiltshire, introduisant de nouvelles méthodes continentales, en 1938 et 1939. Lorsque la guerre éclate, Bersu Bersu, de nationalité allemande, est interné sur l'Île de Man. Il a toutefois été autorisé à poursuivre ses travaux et a effectué plusieurs fouilles sur l'île avec l'aide d'autres internés.
Quand la guerre a pris fin, Bersu s'est vu offrir la chaire de l'Académie Royale Irlandaise à Dublin et y est resté jusqu'en 1947 quand il est retourné en Allemagne. Reprenant son ancien poste à l'Institut, il a continué son travail jusqu'à sa retraite en 1956.
Bersu fouillé à la colonie de Green Craig, Creich, Fife en 1947. De plus amples renseignements, y compris les plans, sont disponibles sur le site Web de l'ARCHMS Canmore.